# 2003 HP57
2003 HP57, também escrito como 2003 HP57, é um objeto transnetuniano (TNO) que está localizado no cinturão de Kuiper, uma região do Sistema Solar. O mesmo possui uma magnitude absoluta de 6,4 e tem um diâmetro com cerca de 231 km. O astrônomo Mike Brown lista este corpo celeste em sua página na internet como um candidato a possível planeta anão.

## Descoberta
2003 HP57 foi descoberto no dia 26 de abril de 2003.

## Órbita
A órbita de 2003 HP57 tem uma excentricidade de 0,187 e possui um semieixo maior de 46,651 UA. O seu periélio leva o mesmo a uma distância de 37,928 UA em relação ao Sol e seu afélio a 55,374 UA.